# Rodos (oraș)
Rodos (în greacă Ρόδος, transliterat: Ródos) este principalul oraș din insula omonimă, Grecia. Are o populație de aproximativ 56.000 de locuitori (în total, aproape 90.000 de locuitori în zona sa metropolitană).
Rodos a fost faimos încă din antichitate ca fiind locul în care se afla Colosul din Rhodos, una dintre cele Șapte minuni ale lumii antice. Citadela Rodosului⁠(d), construită de Ordinul Ospitalierilor, este unul dintre cele mai bine conservate orașe medievale din Europa, fiind inclusă în Patrimoniul mondial UNESCO.